# Дебели Луг (Мајданпек)
Дебели Луг је насеље у Србији у општини Мајданпек у Борском округу. Према попису из 2022. у насељу је било 326 становника (према попису из 2011. било је 405 становника).

## Демографија
У насељу Дебели Луг према последњем попису из 2022. године је живело 326 становника што је за 79 мање у односу на 2011. када је на попису било 405 становника. У насељу живи 293 пунолетних становника, а просечна старост становништва износи 52,12 година (48,99 код мушкараца и 55,45 код жена).
Према подацима пописа из 2022. у насељу има 133 домаћинства, а просечан број чланова по домаћинству је 2,45 а према истом попису у насељу има 224 стамбених јединица од којих је 162 насељено.
Становништво у овом насељу веома је нехомогено, а у последња три пописа, примећен је пад у броју становника.
|  |

| Демографија | Демографија | Демографија |
| Година      | Становника  | Становника  |
| ----------- | ----------- | ----------- |
| 1948.       | 448         |             |
| 1953.       | 717         |             |
| 1961.       | 543         |             |
| 1971.       | 801         |             |
| 1981.       | 666         |             |
| 1991.       | 507         | 506         |
| 2002.       | 458         | 476         |
| 2011.       | 405         |             |
| 2022.       | 326         |             |

| Етнички састав према попису из 2002.‍ | Етнички састав према попису из 2002.‍ | Етнички састав према попису из 2002.‍ | Етнички састав према попису из 2002.‍ | Етнички састав према попису из 2002.‍ |
| ------------------------------------ | ------------------------------------ | ------------------------------------ | ------------------------------------ | ------------------------------------ |
|                                      |                                      |                                      |                                      |                                      |
| Срби                                 | Срби                                 |                                      | 280                                  | 61,13%                               |
| Власи                                | Власи                                |                                      | 131                                  | 28,60%                               |
| Црногорци                            | Црногорци                            |                                      | 4                                    | 0,87%                                |
| Албанци                              | Албанци                              |                                      | 4                                    | 0,87%                                |
| Румуни                               | Румуни                               |                                      | 1                                    | 0,21%                                |
| непознато                            | непознато                            |                                      | 0                                    | 0,0%                                 |

| Година пописа     | 1948. | 1953. | 1961. | 1971. | 1981. | 1991. | 2002. |
| ----------------- | ----- | ----- | ----- | ----- | ----- | ----- | ----- |
| Број домаћинстава | 135   | 273   | 135   | 243   | 187   | 155   | 195   |

| Број чланова      | 1  | 2  | 3  | 4  | 5 | 6 | 7 | 8 | 9 | 10 и више | Просек |
| ----------------- | -- | -- | -- | -- | - | - | - | - | - | --------- | ------ |
| Број домаћинстава | 45 | 77 | 40 | 27 | 5 | 1 | 0 | 0 | 0 | 0         | 2,35   |

| Пол    | Укупно | Неожењен/Неудата | Ожењен/Удата | Удовац/Удовица | Разведен/Разведена | Непознато |
| ------ | ------ | ---------------- | ------------ | -------------- | ------------------ | --------- |
| Мушки  | 184    | 56               | 120          | 3              | 5                  | 0         |
| Женски | 198    | 26               | 122          | 42             | 7                  | 1         |
| УКУПНО | 382    | 82               | 242          | 45             | 12                 | 1         |

| Пол    | Укупно                    | Пољопривреда, лов и шумарство | Рибарство                            | Вађење руде и камена | Прерађивачка индустрија       |
| ------ | ------------------------- | ----------------------------- | ------------------------------------ | -------------------- | ----------------------------- |
| Мушки  | 90                        | 6                             | 0                                    | 47                   | 12                            |
| Женски | 51                        | 1                             | 0                                    | 11                   | 13                            |
| УКУПНО | 141                       | 7                             | 0                                    | 58                   | 25                            |
| Пол    | Производња и снабдевање   | Грађевинарство                | Трговина                             | Хотели и ресторани   | Саобраћај, складиштење и везе |
| Мушки  | 2                         | 1                             | 3                                    | 1                    | 7                             |
| Женски | 0                         | 1                             | 8                                    | 4                    | 6                             |
| УКУПНО | 2                         | 2                             | 11                                   | 5                    | 13                            |
| Пол    | Финансијско посредовање   | Некретнине                    | Државна управа и одбрана             | Образовање           | Здравствени и социјални рад   |
| Мушки  | 0                         | 1                             | 3                                    | 0                    | 0                             |
| Женски | 0                         | 0                             | 0                                    | 1                    | 4                             |
| УКУПНО | 0                         | 1                             | 3                                    | 1                    | 4                             |
| Пол    | Остале услужне активности | Приватна домаћинства          | Екстериторијалне организације и тела | Непознато            | Непознато                     |
| Мушки  | 2                         | 0                             | 0                                    | 5                    | 5                             |
| Женски | 1                         | 0                             | 0                                    | 1                    | 1                             |
| УКУПНО | 3                         | 0                             | 0                                    | 6                    | 6                             |